# Velyka Kamianka (Donets)
Velyka Kamianka (tiếng Ukraina: Велика Кам'янка, đã Latinh hoá: Velyka Kam'ianka, tiếng Nga: Большая Каменка, đã Latinh hoá: Bolshaya Kamenka) là một sông tại Ukraina và Nga, là phụ lưu hữu ngạn của sông Seversky Donets (lưu vực sông Don).

## Mô tả
Chiều dài của sông là 118 km, trong phạm vi Ukraina là 105 km. Diện tích lưu vực là 1.810 km² . Độ dốc của sông là 2,1 m/km. Thung lũng sông rộng 3–4 km. Sông uốn lượn, nhiều thác ghềnh, rộng 0,5-3,0 m. Sông phục vụ nhu cầu sinh hoạt và công nghiệp, tưới tiêu, giải trí.

## Dòng chảy
Sông bắt nguồn từ gần làng Kovpakove (huyện Antratsyt của tỉnh Luhansk). Nó chảy qua địa bàn của các huyện Antratsyt, Lutuhyne và Krasnodon thuộc tỉnh Luhansk của Ukraine và tỉnh Rostov của Nga. Sông Velyka Kamianka chảy vào Seversky Donets gần làng Gundorovsky (Nga), cách cửa sông này 216 km.

## Phụ lưu
Các phụ lưu chính của Velyka Kamiamka: Mala Kam'yanka, Vedmezha, Dovzhyk, Derevechka, Verkhnye Provallya, Nyzhnye Provallya (hữu), Duvanna (tả).

## Sử dụng
Nằm ven sông Velyka Kamianka là thành phố Sorokyne (Ukraina) và Donets (Nga). Các làng ven sông là Velykyi Loh, Hirne, Novooleksandrivka, Izvaryne (Ukraina).
Nước từ khai thác mỏ có ảnh hưởng đáng kể đến sông. Các hồ chứa và ao lớn được xây dựng trên sông. Trong thung lũng sông có một phần của Khu bảo tồn thiên nhiên Luhansk - Thảo nguyên Provalsky.